# Uromyces amoenus
Uromyces amoenus ist eine Ständerpilzart aus der Ordnung der Rostpilze (Pucciniales). Der Pilz ist ein Endoparasit des Korbblütlers Anaphalis margaritacea. Symptome des Befalls durch die Art sind Rostflecken und Pusteln auf den Blattoberflächen der Wirtspflanzen. Sie ist im westlichen Nordamerika verbreitet.

## Merkmale

### Makroskopische Merkmale
Uromyces amoenus ist mit bloßem Auge nur anhand der auf der Oberfläche des Wirtes hervortretenden Sporenlager zu erkennen. Sie wachsen in Nestern, die als gelbliche bis braune Flecken und Pusteln auf den Blattoberflächen erscheinen.

### Mikroskopische Merkmale
Das Myzel von Uromyces amoenus wächst wie bei allen Uromyces-Arten interzellulär und bildet Saugfäden, die in das Speichergewebe des Wirtes wachsen. Die Spermogonien und Aecien der Art sind unbekannt. Gleiches gilt für ihre Uredien, möglicherweise werden sie nicht ausgebildet. Die unterseitig auf den Oberflächen der Wirtsblätter wachsenden Telien der Art sind schwarzbraun, dicht gruppiert, zusammenfließend und unbedeckt. Die klar kastanien- bis goldbraunen Teliosporen sind einzellig, in der Regel breit eiförmig bis kugelig, warzig und meist 22–28 × 16–21 µm groß. Ihre Stiele sind bräunlich und bis zu 60 µm lang.

## Verbreitung
Das bekannte Verbreitungsgebiet von Uromyces amoenus reicht von British Columbia bis nach Kalifornien und Wyoming.

## Ökologie
Die Wirtspflanze von Uromyces amoenus ist Anaphalis margaritacea. Der Pilz ernährt sich von den im Speichergewebe der Pflanzen vorhandenen Nährstoffen, seine Sporenlager brechen später durch die Blattoberfläche und setzen Sporen frei. Die Art durchläuft einen wahrscheinlich mikrozyklischen Entwicklungszyklus, von dem bisher nur die Telien sowie deren Wirt bekannt sind. Ob sie einen Wirtswechsel vollzieht, lässt sich daher nicht sagen.